# 1275 Cimbria
1275 Cimbria è un asteroide della fascia principale del diametro medio di circa 28,65 km. Scoperto nel 1932, presenta un'orbita caratterizzata da un semiasse maggiore pari a 2,6799989 UA e da un'eccentricità di 0,1686817, inclinata di 12,87752° rispetto all'eclittica.
Il suo nome è dedicato all'antico popolo dei Cimbri.